# Йорданово
Йорданово (болг. Йорданово) — село в Болгарии. Находится в Силистренской области, входит в общину Силистра. Население составляет 606 человек.

## Политическая ситуация
В местном кметстве Йорданово, в состав которого входит Йорданово, должность кмета (старосты) исполняет Мемду Мехмед Али (коалиция партий: Союз свободной демократии (ССД) и Болгарский демократический союз «Радикалы») по результатам выборов.
Кмет (мэр) общины Силистра — Иво Кирилов Андонов (инициативный комитет) по результатам выборов.